# Коста Янев
Коста Георгиев Янев е български футболист, дефанзивен халф, играе още и като ляв халф. Роден е на 21 юли 1983 г в Сливен.

## Кариера
Янев е играл за Поморие, Нафтекс (Бургас), Черноморец (Бургас), ОФК Сливен 2000 и ЦСКА (София).
Дебютира в мъжкия национален отбор на България през ноември 2008 г. в контролна среща със Сърбия в Белград.